# القوة الوطنية الشاملة (مؤشر)
القوة الوطنية الشاملة (CNP) (بالصينية: 综合国力)؛ (بينيين: zōnghé guólì) هو مقياس للقوة العامة لدولة قومية. وهو مقياس مفترض، مهم في الفكر السياسي المعاصر لجمهورية الصين الشعبية منذ الثمانينيات فصاعدًا وتم إدخاله لأول مرة في الوثائق الرسمية في عام 1992.  
يمكن حساب المؤشر عدديًا من خلال الجمع بين المؤشرات الكمية المختلفة لإنشاء رقم واحد يتم الاحتفاظ به لقياس قوة الدولة القومية.  تأخذ هذه المؤشرات في الاعتبار العوامل العسكرية والسياسية والاقتصادية والثقافية.  

## خلفية
يعتمد المؤشر على مفاهيم مثل القوة العظمى والقوة الإقليمية، وكذلك القوة الناعمة والقوة الصلبة والقوة الذكية. 
يشير تعريف عام 1995 لمؤشر القوة الوطنية الشاملة إلى أنه «مجموع القوة الاقتصادية والعسكرية والسياسية لدولة ما في فترة معينة. فهو يشير إلى مستوى التنمية الشاملة للبلد ومكانتها في النظام الدولي». 
هناك عدد من الطرق لحساب المؤشؤ الذي ابتكرته الأكاديمية الصينية للعلوم الاجتماعية والأكاديمية العسكرية الصينية والمعهد الصيني للعلاقات الدولية المعاصرة والعلماء الصينيون المستقلون. 

## الموارد الاستراتيجية الوطنية
يسرد مايكل بورتر خمسة موارد رئيسية، وهي الموارد المادية والبشرية والبنية التحتية والمعرفة والموارد الرأسمالية. وبناءً عليه، تنقسم الموارد الاستراتيجية الوطنية إلى ثماني فئات، بواقع 23 مؤشرًا.  تشكل هذه الفئات: 
- الموارد الاقتصادية
- الموارد الطبيعية
- موارد راس المال
- مصادر المعرفة والتكنولوجيا
- الموارد الحكومية
- الموارد العسكرية
- الموارد الدولية
- الموارد الثقافية

## التعديلات
تم تطوير مؤشر مبسط وفعال إلى حد ما بواسطة تشين لونج تشانغ. يستخدم الكتلة الحرجة والقدرة الاقتصادية والقدرة العسكرية. نظرًا لمؤشراته، غالبًا ما يكون قابلا للتكرار وسهل التحديد، مما يجعله قابلا للمقارنة مع مؤشر التنمية البشرية في الفهم والموثوقية. 

## روابط خارجية
- شبكة معلومات Powermetrics
- التفكير في القوة